# Paul Pömpner
Paul Pömpner (Weißenfels, 28 dicembre 1892 – 17 maggio 1934) è stato un calciatore tedesco, di ruolo attaccante.

## Carriera

### Nazionale
Ha collezionato 6 presenze con la propria Nazionale.